# Diplazium mettenianum
Diplazium mettenianum är en majbräkenväxtart som först beskrevs av Friedrich Anton Wilhelm Miquel och som fick sitt nu gällande namn av Carl Frederik Albert Christensen.
Diplazium mettenianum ingår i släktet Diplazium och familjen Athyriaceae.

## Underarter
Arten delas in i följande underarter:
- Diplazium mettenianum fauriei
- Diplazium mettenianum tenuifolium